# Ralf
Ralf je mužské křestní jméno odvozené pravděpodobně od staroseverského jména Raðulfr - rað (rada) + ulfr "vlk". Skandinávští osadníci přinesli do Anglie před dobytím Normany.

## Zahraniční varianty
- Anglicky: Ralph (-s výslovností "Rejf")
- Francouzský: Raoul, Ralph
- Italsky: Raoul, Raul
- Španělsky: Raúl
- Srbochorvatsky: Raul
- Německy: Raul, Radolf

## Známí nositelé
- Radulf II. z Lusignanu († 1246)
- Radulf II. z Coucy († 1250)
- Radulf I. z Brienne († 1345)
- Radulf z Narbonne – hrabě z 8. století
- Radulf z Besalú († 920), hrabě
- Radulf († 1220) – opat z Kinloss
- Radulf z Brechinu – biskup z 13. století z Brechina
- Ralph Baer (1922–2014) – videoherní vývojář
- Ralf Bartels (* 1978) – německý sportovec
- Ralph Bellamy (1904–1991) – americký filmový a televizní herec
- Ralf Dahrendorf (1929–2009) – německo-britský sociolog, politolog a filozof
- Ralf Dujmovits (* 1961) – německý horolezec
- Ralf Edström (* 1952) – švédský fotbalista
- Ralph Waldo Emerson (1803–1882) – americký unitářský duchovní, esejista, básník a filozof
- Ralph Fiennes (* 1962) – britský herec
- Ralph Gibson (* 1939) – americký umělecký fotograf
- Ralf Haber (* 1962) – východoněmecký atlet
- Ralf Hütter (* 1946) – německý zpěvák a hudebník
- Ralf Jäger (* 1961) – německý politik
- Ralph Krueger (* 1959) – kanadsko-německý hokejista
- Ralph Lauren (* 1939) – americký módní návrhář
- Ralf Moeller (* 1959) – německý herec
- Ralf Petersen (1938–2018) – německý hudební skladatel
- Ralph Rucci (* 1957) – americký módní návrhář
- Ralf Schumacher (* 1975) – německý automobilový závodník, bratr Michaela
- Raoul Schránil (1910–1998) – český herec
- Ralf Wolter (1926–2022) – německý komediální herec
- Ralf Ziervogel (* 1975) – německý malíř

fiktivní
- Raubíř Ralf – fiktivní záporná postava ve fiktivní videohře Opravář Felix Jr. ze stejnojmenného filmu
- Ralph Wiggum – americká fiktivní postava ze seriálu Simpsonovi

## Ralf jako příjmení
- Torsten Ralf (1901–1953) – švédský operní tenor